# 8768 Barnowl
8768 Barnowl è un asteroide della fascia principale. Scoperto nel 1973, presenta un'orbita caratterizzata da un semiasse maggiore pari a 2,4219989 UA e da un'eccentricità di 0,1084620, inclinata di 4,43172° rispetto all'eclittica.